# Teddy (film, 2020)
Pour les articles homonymes, voir Teddy.
Pour plus de détails, voir Fiche technique et Distribution.
Teddy est une comédie horrifique française réalisée par Ludovic et Zoran Boukherma, sortie en 2020.
Le film est porteur du label Sélection Officielle du Festival de Cannes 2020.

## Synopsis
L'histoire se déroule dans un petit village du sud de la France. Teddy est un jeune homme déscolarisé et marginal qui habite chez son oncle, Pépin, et s'occupe d'une vieille femme atteinte de la maladie d'Alzheimer, Tati. Il vit également une histoire d'amour avec Rebecca, qui s'apprête à passer son bac. 
En faisant du repérage sur une colline où il compte bâtir sa future maison, Teddy voit un attroupement en contrebas. Des moutons ont été tués et les paysans accusent le loup, ce à quoi la police ne croit guère. Teddy en voit néanmoins un à l'orée du bois. Sur le point de partir travailler dans le salon de massage où il officie, Teddy entend du bruit dans les fourrés. Quand il en ressort, il est blessé au dos sans avoir réussi à définir ce qui l'a attaqué. 
Une fois au salon, sa blessure s'ouvre davantage lorsque Teddy repousse sa patronne, Ghislaine, qui lui fait des avances. Pépin le soigne et trouve une dent qui est restée logée dans la chair de son neveu. Les gendarmes ne prennent pas leur témoignage au sérieux et encore moins quand Pépin leur explique que l'agresseur doit être le croque-mitaine. Teddy n'y fait pas davantage attention et se rend chez Rebecca. Après avoir pris des champignons hallucinogènes, la jeune femme lui demande un cunnilingus mais Teddy s'arrête lorsque sa copine lui dit qu'il lui fait mal. De retour chez lui, il regarde sa langue qui se couvre de poils et se les coupe avec un rasoir. Tout comme les gendarmes, le médecin n'y prête pas plus attention et pense que Teddy divague. 
De retour au salon, Teddy est humilié par une bande de lycéens qui lui demandent une épilation. La nuit venue, un paysan vient lui donner une affiche pour la manifestation prévue pour lutter contre les loups. La lune se lève et Teddy erre dans le village jusqu'à attaquer un mouton. Il se réveille, nu, le lendemain, près du monument aux morts. Pépin tente de comprendre ce qui lui est arrivé mais Teddy lui dit qu'il se sent en pleine forme. Invité par sa copine à sa soirée d'avant-bac, Teddy se bat avec Benjamin, un ami d'enfance de Rebecca, lorsque ce dernier le traite de débile. 
Au salon, Teddy refait une crise et tente de se calmer en se mettant dans un bac à glaçons sans succès. Il attaque ensuite sa patronne (qui pensait qu'ils allaient coucher ensemble) et l'étouffe en lui arrachant un bout de langue. Il se réveille chez lui dans une baignoire pleine de sang. De plus en plus inquiet, Teddy pense être atteint de lycanthropie. Les gendarmes viennent l'interroger : Ghislaine a pu être sauvée de justesse mais Teddy nie les faits. Il apprend également qu'un troupeau de moutons a été tué peu de temps après. Rebecca décide de rompre avec lui à cause de ce qui est arrivé à Ghislaine mais aussi parce qu'il s'agissait pour elle d'une histoire d'amour passagère. Teddy est désespéré et constate que son corps se transforme de plus en plus. Pépin a compris ce qui arrive à son neveu, il tente de l'aider en pratiquant un exorcisme, mais sans succès. Teddy se fait une raison et écrit une lettre à Rebecca pour la remercier de tout l'amour qu'elle a pu lui donner. Arrivée chez elle, il comprend qu'elle l'a déjà remplacé par Benjamin et part en hurlant. 
Pour fêter l'obtention du bac, tout le village se réunit dans une salle commune et participe à un loto. La pleine lune s'étant levée, Teddy se transforme complètement en loup-garou et massacre tous les participants. Redevenu humain, la police le poursuit jusque chez lui et Pépin tue son neveu pour éviter qu'il ne soit lynché par la foule. 
Le film finit par un plan sur Rebecca, seule survivante de la tuerie, qui arrive devant la maison de Teddy, avec une griffure dans le dos...

## Fiche technique
- Titre français : Teddy
- Réalisation et scénario : Ludovic et Zoran Boukherma
- Direction artistique : Linda Yi
- Costumes : Clara René
- Photographie : Augustin Barbaroux
- Musique : Amaury Chabauty
- Société de production : Baxter Films, Les Films Velvet ; SOFICA : Indéfilms 8, Sofitvciné 7
- Pays de production :  France
- Langue originale : français
- Format : couleur
- Genre : comédie horrifique et fantastique
- Durée : 88 minutes
- Dates de sortie :
  - France : 5 septembre 2020 (Festival du cinéma américain de Deauville 2020) ; 30 juin 2021 (sortie nationale)
  - Belgique : 7 juillet 2021
- Classification :
  - France : interdit aux moins de 12 ans

## Distribution
- Anthony Bajon : Teddy Pruvost
- Christine Gautier : Rebecca
- Ludovic Torrent : Pépin Lebref
- Noémie Lvovsky : Ghislaine
- Guillaume Mattera : Benjamin

## Production

### Tournage
Le tournage s'est déroulé du 3 juin au 12 juillet 2019. Le film est entièrement tourné en Vallespir, dans le département français des Pyrénées-Orientales. Ce territoire a été choisi parce qu'il est situé « entre mer et montagne » et non loin de Matemale où les réalisateurs possèdent une maison de famille.

## Accueil

### Accueil critique
En France, le site Allociné propose une moyenne des critiques presse de 3,6/5.

## Distinctions

### Récompenses
- Festival international du film fantastique de Catalogne 2020 : Prix de la Critique[4]
- Festival du cinéma méditerranéen de Montpellier 2020[5] :
  - Prix de la Critique BNP Paribas ;
  - Meilleure musique originale pour Amaury Chabauty.
- Festival international du film fantastique de Gérardmer 2021 : Prix du Jury[6]

### Sélections
- Label Festival de Cannes 2020
- Festival du cinéma américain de Deauville 2020 : sélection en section L'heure de la Croisette
- L'Étrange Festival 2020 : sélection en séance spéciale